# Allotria elonympha
Allotria elonympha är en fjärilsart som beskrevs av Jacob Hübner 1818. Allotria elonympha ingår i släktet Allotria och familjen nattflyn. Inga underarter finns listade i Catalogue of Life.

## Bildgalleri

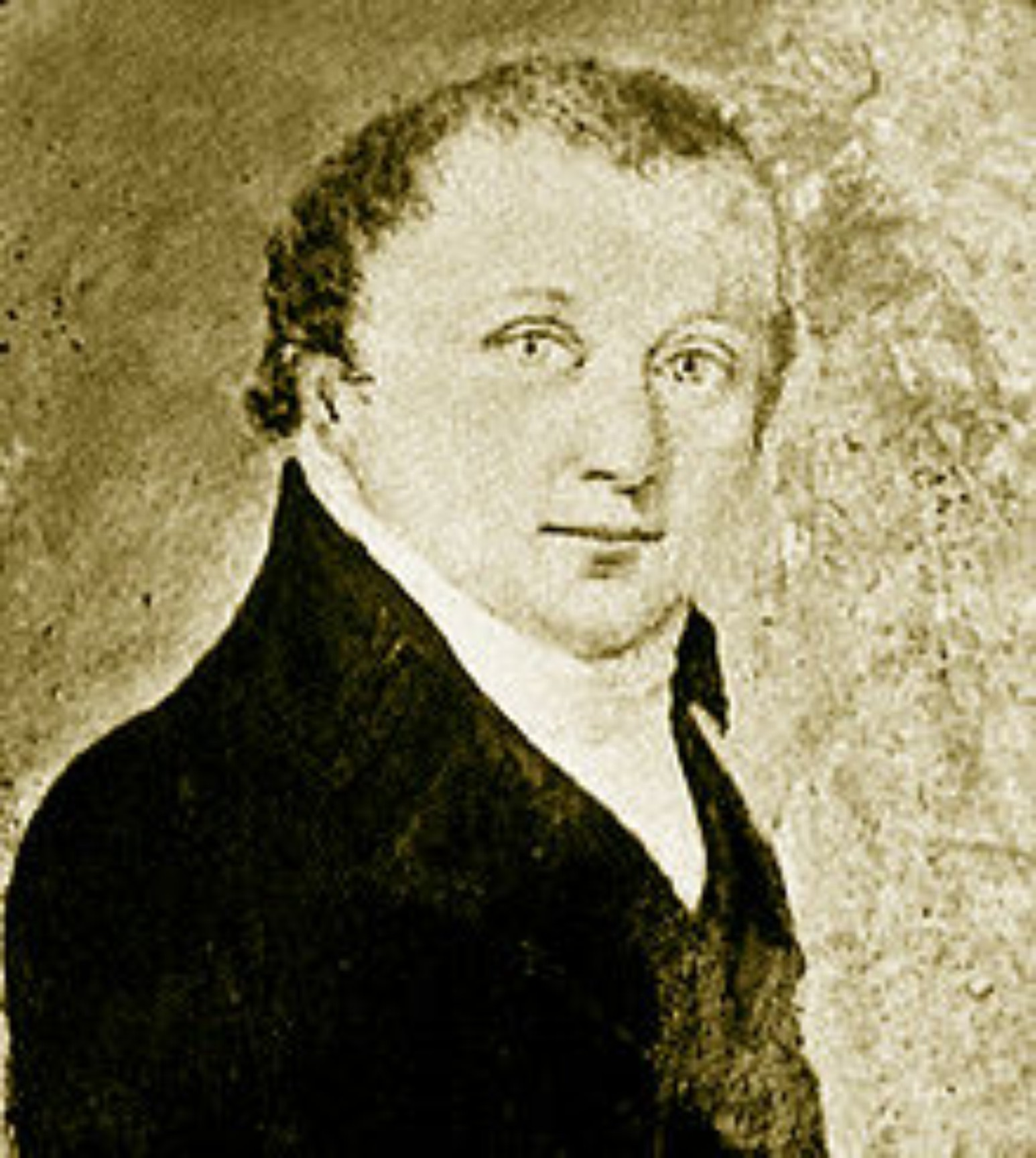